# NGC 2907
NGC 2907 (również PGC 27048) – galaktyka spiralna (Sa), znajdująca się w gwiazdozbiorze Hydry. Odkrył ją William Herschel 31 grudnia 1785 roku.